# Helina nervosa
Helina nervosa este o specie de muște din genul Helina, familia Muscidae. A fost descrisă pentru prima dată de Stein în anul 1909. Conform Catalogue of Life specia Helina nervosa nu are subspecii cunoscute.